# Kupreanof Island
Kupreanof Island är en 2 803 km² stor ö, som ingår i Alexanderarkipelagen i den amerikanska delstaten Alaska. År 2000 hade ön 785 invånare. Den är USA:s tolfte största ö och den sjätte största ön i ögruppen. 
Ön är uppkallad efter Ivan Antonovitj Kuprejanov (1800-1857), som 1835 -1840 var guvernör över det då ryska Alaska.